# Ursula Andress
Ursula Andress (Ostermundigen, Berna, 19 de marzo de 1936) es una actriz de cine y modelo suiza. Fue un sex symbol de la década de 1960, al ser la segunda «chica Bond» de la primera película de la exitosa saga del agente 007, James Bond contra el doctor No (1962). De esta película es especialmente recordada su escena en una playa vestida con un bikini. Sus comienzos fueron en el cine italiano, aunque no logró la fama hasta interpretar el personaje de Honey Ryder en la citada producción cinematográfica basada en la novela de Ian Fleming, 007. Actuó junto a personajes de la talla de Elvis Presley, Frank Sinatra, Dean Martin, Peter Sellers o Peter O'Toole en películas dirigidas por grandes maestros como Robert Aldrich o Richard Thorpe. 
Asidua a fotografiarse desnuda en la revista Playboy, Ursula Andress fue un ícono sexual hasta el fin de la década de 1970.

## Biografía

### Primeros años
Andress fue la tercera de seis hermanos y nació en Ostermundigen, Cantón de Berna. Tuvo un hermano, Heinz, y cuatro hermanas, Erika, Charlotte, Gisela y Kàtey. Fue fruto de una suiza, Anna, y Rolf Andress, un diplomático alemán. Su padre fue expulsado de Suiza por razones políticas y fue su abuelo, diseñador de jardines, quien ejerció el papel de padre.
Fue al colegio en Berna hasta los 16 años y allí aprendió diferentes idiomas (inglés, francés, alemán e italiano). Estudió arte en París durante un año y desde allí fue a Roma, donde desempeñó diferentes trabajos para subsistir, como el de niñera.

### 1955-1961ː primeros años de la carrera

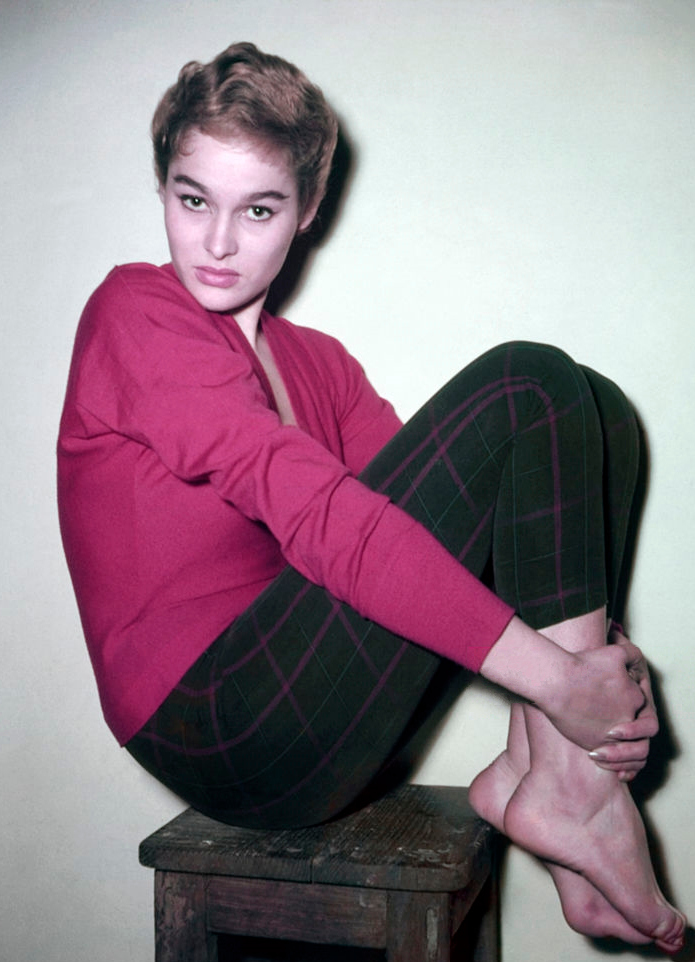
Andress a mitad de la década de los 50

Andress estuvo en una fiesta donde conoció a un productor de cine que le ofreció una prueba de pantalla para una película italiana. La pasó con éxito y formó parte del reparto (aunque sin acreditar) en Un americano en Roma (Un americano a Roma) (1954) (protagonizado por Alberto Sordi) y a ésta le siguieron Le avventure di Giacomo Casanova (1955) (con Gabriele Ferzetti) y La catena dell'odio (1955). En ellas, fue vista por un ejecutivo de Hollywood que le convenció para que probara suerte en Hollywood.
Andress llegó a Hollywood a principios de 1955. Esa primavera firmó un contrato de siete años con Paramount Pictures, cobrando 287 dólares a la semana. 
El contrato no le comprometía a aceptar papeles, simplemente a perfeccionar su inglés. "Pasé la mayor parte de mi tiempo viendo películas antiguas de Marlene Dietrich", dijo en una entrevista. Andress estuvo en el foco de los medios cuando trascendió que había acudido a una cita con James Dean poco antes de su muerte. Ella misma pagó la rescisión de su contrato. y en 1956 firmó con Columbia Pictures. Tampoco hizo películas con ellos. Se estableció en Hollywood cuando se casó con John Derek en 1957. En 1959, se anunció que Derek y ella protagonizarían el film High Variety, pero finalmente el proyecto no se llevó a cabo. Andress volvió a la interpretación en 1962 interviniendo en un episodio de la serie Thriller, "La Strega" (1962), con Alejandro Rey.

### 1961-1967ː salto al estrellato

Logo de Agente 007 contra el Dr. No de 1962.

Pero el salto a la fama llegó al encarnar a la famosa Honey Ryder, una submarinista objeto de deseo de James Bond en la primera entrega del espía Agente 007 contra el Dr. No (Dr. No) (1962), aunque sus diálogos fueron doblados por Nikki van der Zyl. Su primera aparición en la película se convirtió enseguida en un momento icónico de la historia del cine y en la quintaesencia de lo que era una chica Bond. La actriz sale del Mar Caribe con un bikini blanco y un cuchillo colgado de su cinto, acompañada con la canción interpretada por Diana Coupland. Andress diría posteriormente que "ese bikini me convirtió en una estrella. Como resultado de protagonizar Dr. No, como la primera chica Bond, se me dio la libertad de elegir mis papeles futuros y volverme financieramente independiente". Precisamente este bikini, fue vendido en una subasta en 2001 y por el que se pagaron 35,000 libras. Esta interpretación también le dio premios individuales como el del Globo de Oro a la nueva estrella del año-Actriz en 1964.

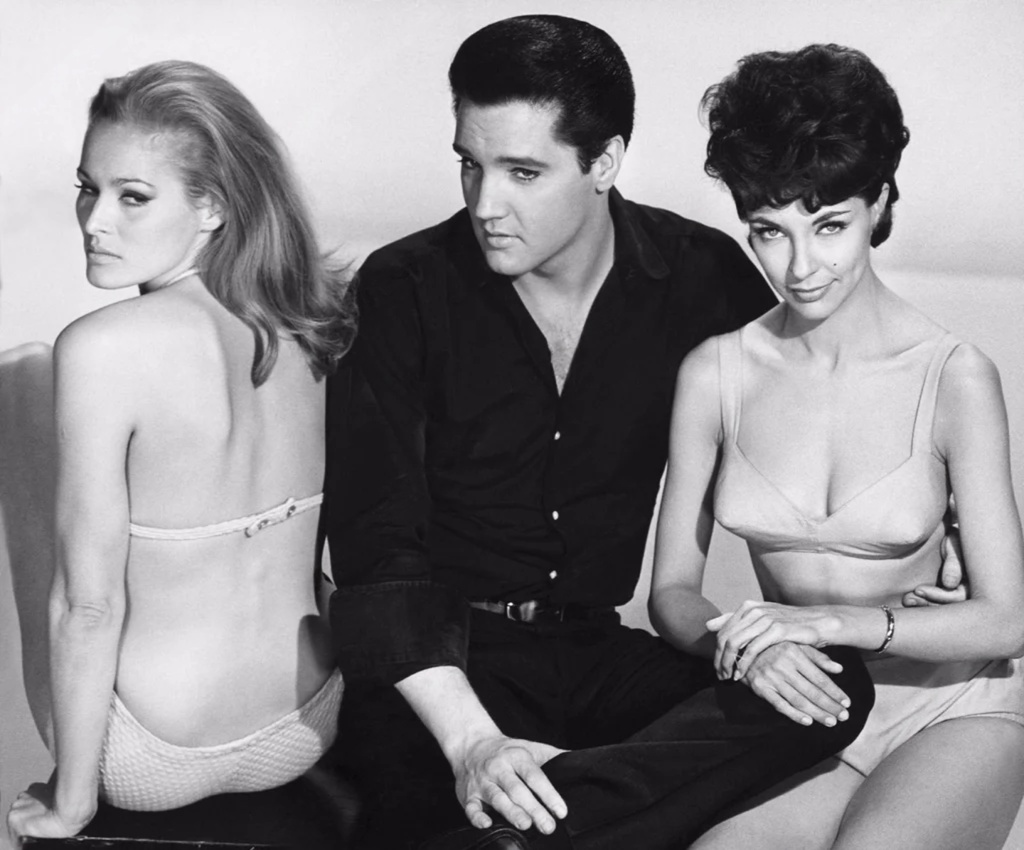
Andress junto a Elvis Presley y Elsa Cárdenas en El ídolo de Acapulco (1963)

A partir de ese momento, le empezaron a llover los trabajos. Andress fue la chica protagonista de la película de Elvis Presley, El ídolo de Acapulco (Fun in Acapulco) (1963), acompañó a Frank Sinatra, Dean Martin y Anita Ekberg en Cuatro tíos de Texas (4 for Texas) (1963). Su aparición a última hora hizo que cambiaran el título que originalmente era Two for Texas. Ambas películas no funcionaron bien en taquilla. 
En 1965, protagonizó la película Pesadilla bajo el sol (Nightmare in the Sun) junto a su marido John Derek. Las fotografías de esta película se publicaron en Playboy y esta sería la primera de las siete veces en que aparecería en esta revista erótica. Cuando se le preguntó por qué aceptaba la oferta de Playboy, ella simplemente respondió "Porque soy guapa".
Andress fue la protagonista en solitario de La diosa de fuego (She, 1965), haciendo de diosa inmortal, para Hammer Films y Seven Arts Productions y filmado en Inglaterra e Israel. La película fue un éxito de taquilla. Andress había pactado con Seven Arts hacer la secuelaThe Vengeance of She pero su contrato había expirado antes de que la película fuera producida y fue reemplazada por Olga Schoberová.
Ese 1965 frenético se cerró con otros trabajos: haciendo un papel secundario en la comedia What's New Pussycat? del productor Charles K. Feldman que fue un enorme éxito, acompañando a Jean-Paul Belmondo en Las tribulaciones de un Chino en China (Les tribulations d'un Chinois en Chine) (1965), muy popular en Francia y en Italia acompañó a Marcello Mastroianni en la película de ciencia ficción La víctima número diez. Andress y Belmondo se relacionaron sentimentalmente, lo que la llevó a divorciarse de Derek (aunque ya habían estado separados en el último año) e irse a vivir con Belmondo a París, que fue su residencia en los siguientes siete años.
En 1966, volvería a Hollywood para coprotagonizar junto a George Peppard el film bélico Las águilas azules (The Blue Max), que fue un gran éxito de público. También trabajó en su segunda película para Seven Arts Once Before I Die junto a su exmarido John Derek, que actuaba y dirigía. También participó en la parodia de James Bond Casino Royale (1967), en la que Andress da vida a Vesper Lynd, una espía que seduce a Evelyn Tremble, interpretado por Peter Sellers. Su salario por este trabajo fue de 200 mil libras y la película fue otro éxito en la taquilla. El director Val Guest dijo de Andress que "no creo haber conocido a alguien que fuera tan amado por todos en un estudio. Todos harían cualquier cosa por ella y esto es realmente algo extraordinario. Un día alguien va a llevar a la verdadera Úrsula a la pantalla en una comedia y va a sorprender a todos. El problema es que ella está muy tensa".

### 1968-2005ː consolidación de la estrella
En Italia, aparece junto a futura chica Bond Claudine Auger en Problemas extraconyugales (Le dolci signore) (1968) dirigida por Luigi Zampa. Después, volvió a África para trabajar en La estrella del sur (The Southern Star) (1969) con George Segal, que funcionó bien en el Reino Unido. En esta época, aparece en multitud de ocasiones desnuda o semidesnuda, con lo que se gana el apodo de "Ursula Undress".

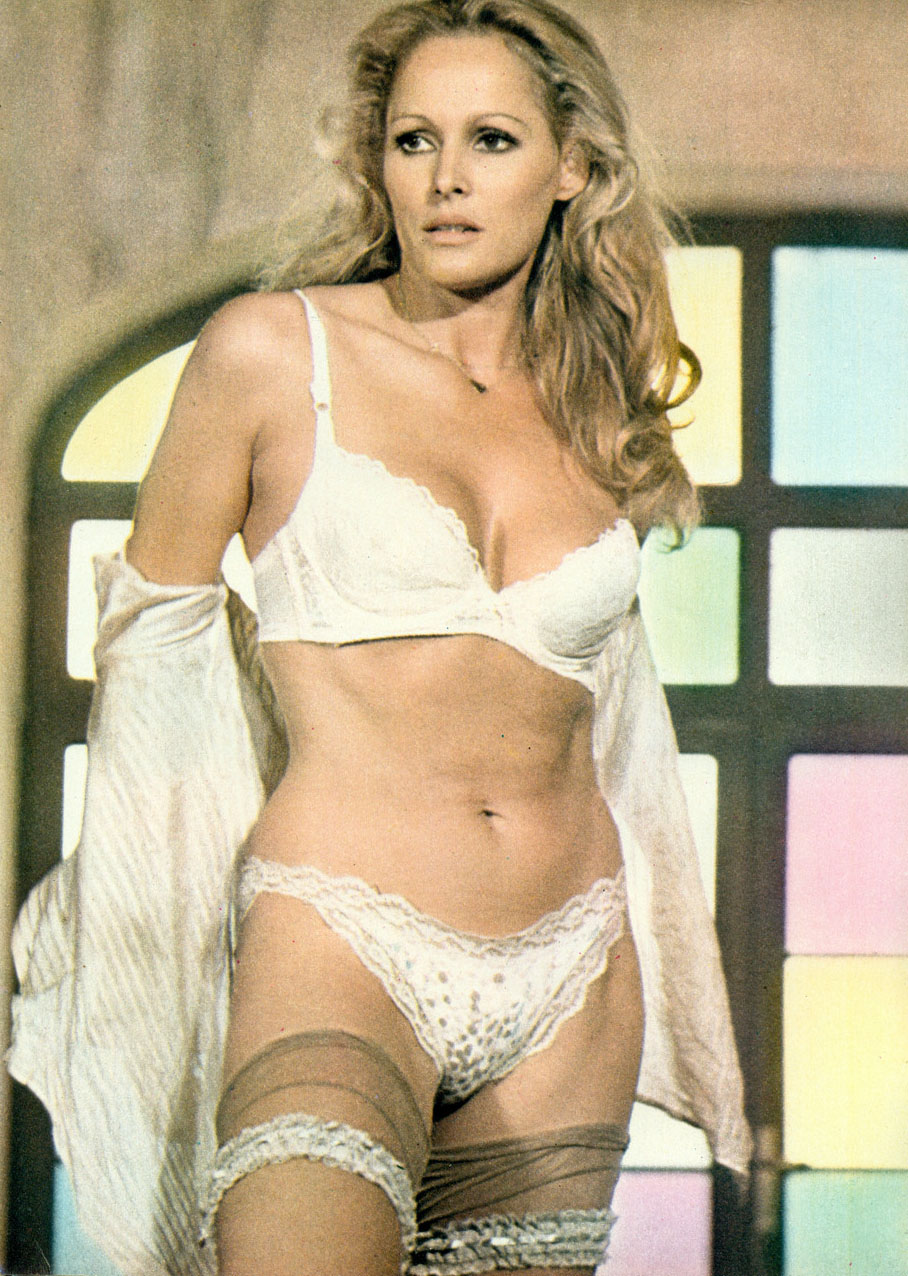
Andress en Colpo in canna (1975)

En la década de los 70, Andress se fue al Reino Unido a rodar Cincuenta millones y una mujer (Perfect Friday) (1970), acompañando a Stanley Baker y David Warner. En España, trabajó en Sol rojo (Red Sun) (1971), un western de cartel internacional con Charles Bronson, Toshiro Mifune y Alain Delon. En una entrevista de 1972, dijo "creo que mi imagen, especialmente para los estadounidenses, es la de una mujer fatal, una mujer devoradora de hombres. No soy una cabeza hueca ni calculadora ni fría. Pero tal vez mi apariencia da esa impresión. Soy disciplinada en mis acciones e indisciplinada en mis emociones. No puedo controlar las cosas que siento ni ocultar mis sentimientos". En esos años, siguió aceptando como proyectos bien dispares como La última oportunidad (L'ultima chance) (1973), La espía se desnuda (Colpo in canna) (1975) y Africa Express (1975) y una comedia con otra chica Bond, Barbara Bouchet, Desnudémonos sin pudor (Spogliamoci così, senza pudor...) (1976). Ese mismo 1976, Andress encarnó a Joséphine de Beauharnais en la parodia Aventuras y amores de Scaramouche (The Loves and Times of Scaramouche) con Michael Sarrazin e hizo la secuela de Africa Express, Safari Express (1976). 
Siguió trabajando en los últimos años de la década de los 70. Volvió a coincidir con Mastroianni en Doble asesinato (Doppio delitto) (1978), apareció en la película de culto La montaña del Dios Caníbal (Slave of the Cannibal God) (1978) con Stacy Keach, en la comedia sexual Camas calientes (Letti selvaggi) (1979) de Luigi Zampa y fue Louise de La Vallière en El quinto mosquetero (The Fifth Musketeer) (1979).
En 1981, encarnó a Afrodita en el clásico de 1981 Furia de titanes (Clash of the Titans), junto a Laurence Olivier. En el rodaje de la película, empezó una relación sentimental con Harry Hamlin, con el que tuvo a su único hijo.
El resto de apariciones en la década de los 80 se fueron espaciando. En 1982, interpreta a Mabel Dodge en la película de aventuras 	Campanas rojas (Krasnye Kolokolá I: Meksika v Ogne) y aparece como estrella invitada en un episodio de The Love Boat. En Francia estuvo en el reparto de Liberté, égalité, choucroute (1985). Pero, sobre todo, se centró en aparecer en la televisión. En 1986, trabaja en la miniserie Pedro el Grande y se unió en la teleserie Falcon Crest en tres episodios de 1988. 
En la década de los 90, sus apariciones se hicieron escasas. Esutvo en el reparto de Klassäzämekunft (1990) o Cremaster 5 (1995). En 1995 fue elegida por la revista estadounidense Empire Magazine una de las cien mujeres más sexy del cine de todos los tiempos." Su último papel fue el de Madonna en la producción suiza Die Vogelpredigt oder Das Schreien der Mönche, aunque se le vio en el documental Masterpiece or Forgery? The Story of Elmyr De Hory de 2008.

## Vida privada

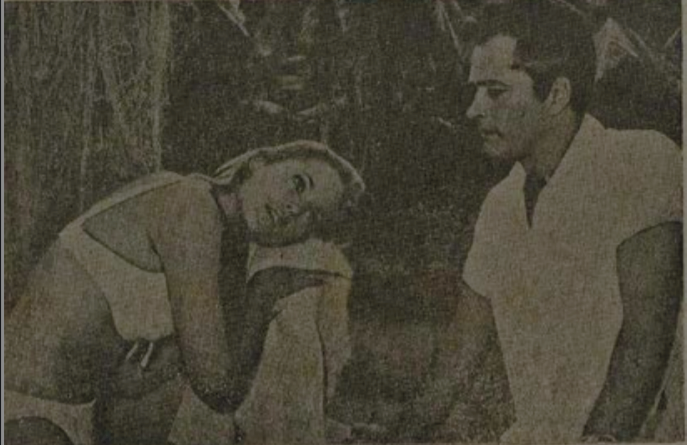
Andress y John Derek en 1967.

Andress confiesa que perdió su virgidinad con el actor Daniel Gelin en 1953. Ella tenía 17 años, él 32. Después de trasldarse a Estados Unidos, estuvo relacionada sentimentalmente con Dennis Hopper y James Dean y en 1955 tuvo un romance con el actor y director John Derek, que por aquel entonces estaba casado con Pati Behrs, y que abandonó para irse con Andress. Derek y Andress se casaron el 2 de febrero de 1957 en Las Vegas y se separaron en 1964 después de que ella tuviera un romance con Ron Ely, compañero en el rodaje de Once Before I Die, y oficialmente se divorciaron en 1966. En este periodo entre la seperación y el divorcio, Andress tuvo relaciones con John Richardson, su compañero en La diosa de fuego y con Marcello Mastroianni, con el que trabajó en La víctima número diez.
A pesar de que Elvis Presley no tenía un interés amoroso en Ursula debido a que él sabía que estaba casada con John Derek, ambos actores trabajaron juntos en la película Diversión en Acapulco, y tras el rodaje mantuvieron un contacto secreto y existía un coqueteo entre ambos, incluso Úrsula solía llamarlo a Graceland pidiendo de hablar con Alan Fortas, uno de los guardaespaldas de Elvis, a sabiendas de que Priscilla Presley se hallaba con él. 
De 1965 a 1972, Andress conoció y se fue a vivir con Jean-Paul Belmondo. La actirz confiesa que fue el amor de su vida. Su siguiente relación fue con su compañero en Stateline Motel Fabio Testi, unión que los mantuvo juntos entre 1973 y 1977. También se le relacionó sentimentalmente con Ryan O'Neal, John Delorean, Helmut Berger, Paolo Pazzaglia, Johnny Dorelli, Franco Nero, con el que coincidió en Sol rojo, Nels Van Patten y Ricci Martin.

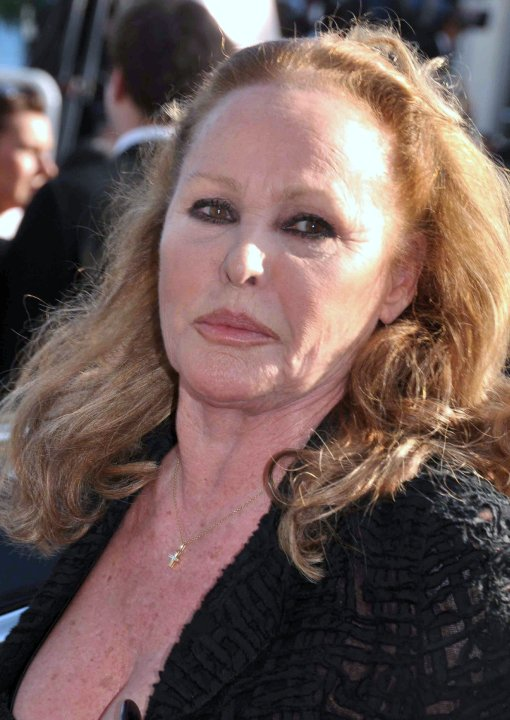
Andress en el Festival de Cannes de 2010

Cuando se rompió un brazo en el verano de 1978, la historia oficial decía que había sido afectada por el Huracán Norman mientras practicaba surf en Malibú, pero corrieron rumores de que en realidad esta lesión se produjo a causa de una pelea con su novio O'Neal. O'Neal y Andress tuvieron dos épocas en su romance: la primera de 1972 a 1973 y la segunda de 1977 a 1978.
Andress vivió con el actor Harry Hamlin, 15 años más joven que ella. Se conocieron en el rodaje de Furia de titanes en 1979. El 19 de mayo de 1980 nació, tras realizarle una cesárea en el Hospital Cedros de Sinaí en la ciudad de Los Ángeles, su único hijo Dimitri Andress Hamlin, cuando ella contaba con 44 años. La noche del parto, Linda Evans llevó a Andress al hospital mientras la ayudante de Evans cogía a Hamlin del rodaje de King of the Mountain. Aunque estaba relacionada sentimentalmente con Hamlin, la pareja nunca se casó. La relación terminó en 1983..
A mediados de los 80, Andress tuvo un romance con el futbolista Paulo Roberto Falcão, el actor Gerardo Amato, el cantante Julio Iglesias, o el fisioculturista Mario Natokis. En 1986, empezó a salir con el que sería diputado de la Asamblea Regional Siciliana Fausto Fagone, por aquel entonces él era un estudiante mientras que ella tenía 50 años. La relación, que enfureció a los padres de Fagone, se rompió en 1991. Poco después, empezó a relacionarse con el experto en artes marciales Jeff Speakman, aunque sin ser pública su relación.
En 2017, Andress vendió su casa de Beverly Hills por una cantidad respetable. Desde entonces, había establecido su residencia entre Florida, Virginia y España, hasta que en 2022, Andress reparte su tiempo entre un apartamento en Roma y su casa en Gstaad.

## Filmografía
| Año  | Título en español                      | Título original                            | Director                            | Personaje                | Notas                |
| ---- | -------------------------------------- | ------------------------------------------ | ----------------------------------- | ------------------------ | -------------------- |
| 1954 | Un americano en Roma                   | Un americano a Roma                        | Steno                               | Astrid Sjöström          | Sin acreditar        |
| 1955 | Le avventure di Giacomo Casanova       | Le avventure di Giacomo Casanova           | Steno                               | Viajante de la carroza   |                      |
| 1955 | La catena dell'odio                    | La catena dell'odio                        | Piero Costa                         |                          |                      |
| 1962 | Agente 007 contra el Dr. No            | Dr. No                                     | Terence Young                       | Honey Ryder              |                      |
| 1963 | El ídolo de Acapulco                   | Fun in Acapulco                            | Richard Thorpe                      | Marguerita Dauphin       |                      |
| 1963 | Cuatro tíos de Texas                   | 4 for Texas                                | Robert Aldrich                      | Maxine Richter           |                      |
| 1965 | Pesadilla bajo el sol                  | Nightmare in the Sun                       | John Derek y Marc Lawrence          | Marsha Wilson            |                      |
| 1965 | La diosa de fuego                      | She                                        | Robert Day                          | Ayesha                   |                      |
| 1965 | ¿Qué tal, pussycat?                    | What's New Pussycat                        | Clive Donner                        | Rita                     |                      |
| 1965 | Las tribulaciones de un chino en China | Les tribulations d'un Chinois en Chine     | Philippe de Broca                   | Alexandrine Pinardel     |                      |
| 1965 | La víctima número diez                 | La decima vittima                          | Elio Petri                          | Caroline Meredith        |                      |
| 1966 | Las águilas azules                     | The Blue Max                               | John Guillermin                     | Kaeti                    |                      |
| 1966 | Once Before I Die                      | Once Before I Die                          | John Derek                          | Alex                     |                      |
| 1967 | Casino Royale                          | Casino Royale                              | Val Guest, Ken Hughes y John Huston | Vesper Lynd (007)        |                      |
| 1967 | Problemas extraconyugales              | Le dolci signore                           | Luigi Zampa                         | Norma                    |                      |
| 1969 | La Estrella del Sur                    | The Southern Star                          | Sidney Hayers y Orson Welles        | Erica Kramer             |                      |
| 1970 | Cincuenta millones y una mujer         | Perfect Friday                             | Peter Hall                          | Lady Britt Dorset        |                      |
| 1971 | Sol rojo                               | Soleil rouge                               | Terence Young                       | Cristina                 |                      |
| 1973 | La última oportunidad                  | L'ultima chance                            | Maurizio Lucidi                     | Michelle Nolton          |                      |
| 1975 | La espía se desnuda                    | Colpo in canna                             | Fernando Di Leo                     | Nora Green               |                      |
| 1975 | Africa Express                         | Africa Express                             | Michele Lupo                        | Madeleine Cooper         |                      |
| 1975 | La enfermera                           | L'infermiera                               | Nello Rossati                       | Anna                     |                      |
| 1976 | Aventuras y amores de Scaramouche      | Le avventure e gli amori di Scaramouche    | Enzo G. Castellari                  | Joséphine De Beauharnais |                      |
| 1976 | Los violentos de Africa                | Safari Express                             | Duccio Tessari                      | Miriam                   |                      |
| 1976 | Desnudémonos sin pudor                 | Spogliamoci così, senza pudor...           | Sergio Martino                      | Marina                   | Segmento "La visita" |
| 1977 | Doble asesinato                        | Doppio delitto                             | Steno                               | Princesa Dell'Orso       |                      |
| 1978 | La montaña del Dios Caníbal            | La montagna del dio cannibale              | Sergio Martino                      | Susan Stevenson          |                      |
| 1979 | El quinto mosquetero                   | The Fifth Musketeer                        | Ken Annakin                         | Louise de la Vallière    |                      |
| 1979 | Camas calientes                        | Letti selvaggi                             | Luigi Zampa                         | La paseante viuda        |                      |
| 1981 | Furia de titanes                       | Clash of the Titans                        | Desmond Davis                       | Afrodita                 |                      |
| 1982 | Campanas rojas                         | Krasnye Kolokolá I: Meksika v Ogne         | Sergey Bondarchuk                   | Mabel Dodge              |                      |
| 1985 | Liberte, Egalite, Choucroute           | Liberte, Egalite, Choucroute               | Jean Yanne                          | María Antonieta          |                      |
| 1988 | Klassezämekunft                        | Klassezämekunft                            | Walter Deuber y Peter Stierlin      | Agnes                    |                      |
| 1989 | Chinatown atracción mortal             | Man Against the Mob: The Chinatown Murders | Michael Pressman                    | Betty Starr              | Película de TV       |
| 1998 | Cremaster 5                            | Cremaster 5                                | Matthew Barney                      | Reina de las Cadenas     |                      |
| 2005 | Die Vogelpredigt                       | Die Vogelpredigt                           | Clemens Klopfenstein                | Madonna                  |                      |